# Tour de France 2004/17. Etappe
Die 17. Etappe der Tour de France 2004 wurde auch als Königsetappe bezeichnet, da sie über einen Berg der 2. Kategorie, drei Berge der 1. Kategorie und mit dem Col de la Madeleine, der mit seinen 2.000 Metern zu keiner Kategorie mehr gehört (HC), über das Dach der Tour führte. Insgesamt mussten die Fahrer 80 Kilometer bergauf fahren. Die Etappe war 204,5 km lang und ging von Le Bourg-d’Oisans nach Le Grand-Bornand.
Die erste Attacke kam von den Fahrern Bartoli und Simeoni. Dahinter befanden sich Rolf Aldag, Gilberto Simoni und Martin. Die beiden Gruppen konnten sich vereinigen und sich mit wachsendem Vorsprung vom Hauptfeld absetzen. Im Hauptfeld kontrollierte US Postal das Tempo, ließ die Ausreißer jedoch gewähren. Lediglich Astarloza konnte sich vom Feld absetzen, aber vorerst die Spitzengruppe nicht erreichen.
Beim Anstieg zum ersten Berg des Tages, dem Col du Glandon, mussten viele Fahrer schon abreißen lassen, darunter die Sprinter Thor Hushovd und Jean-Patrick Nazon. An der Spitze des Pelotons diktierte weiterhin US Postal das Tempo. Beim Sprint um die Bergpunkte konnten sich Christophe Moreau und Richard Virenque vom Hauptfeld absetzen. Mikel Astarloza wurde unmittelbar darauf von dem Duo Moreau/Virenque eingefangen und versuchte mitzugehen, konnte das Tempo aber nicht halten und fiel ins Feld zurück.
Auf dem Anstieg zum Col de la Madeleine löste sich Virenque von Moreau, spurtete zur Spitzengruppe und setzte sich ans Hinterrad von Gilberto Simoni. Beim Sprinten um die Bergpunkte war Simoni kurz vor Virenque.
Auf der Ebene in Richtung des dritten Berges machte das Team CSC zusammen mit US-Postal das Tempo, daraufhin verringerte sich der Abstand der Spitzengruppe um eine Minute.
Zum Col de Tamié hin wurde das Tempo erhöht und der Vorsprung der Ausreißer schmolz weiter zusammen. Auf dem Anstieg attackierten Jens Voigt und Iker Flores. Voigt fiel jedoch gleich wieder zurück ins Hauptfeld, während Flores Martin erreichte, der von der Spitzengruppe abgefallen war.

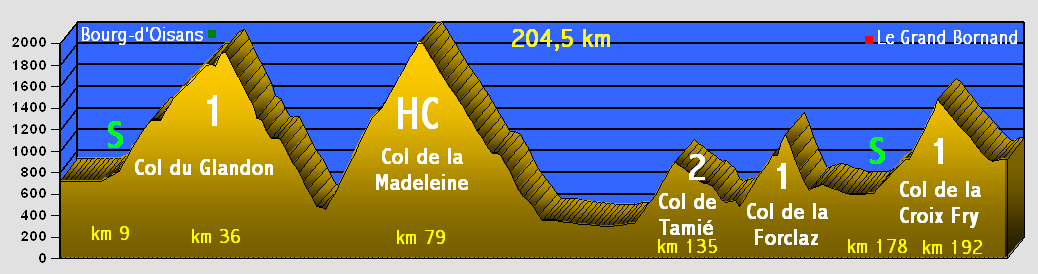
Das Profil der Königsetappe

Nach dem Col de la Forclaz wurden Teile der Spitzengruppe, unter anderem Rolf Aldag, vom Hauptfeld eingeholt. Richard Virenque, Christophe Moreau und Gilberto Simoni konnten sich noch vorne behaupten.
Zum letzten Berg hin attackierte der Lotto-Fahrer Rik Verbrugghe, der sich vom Hauptfeld absetzen konnte. Iker Flores versuchte ebenfalls aus dem Hauptfeld heraus zu attackieren, konnte sich aber nicht entscheidend lösen und fiel wieder zurück ins Feld. Aber auch Rik Verbrugghe konnte sich nach dem Angriff vom Team CSC und Ivan Basso nicht mehr vorne halten. Armstrong fuhr das Loch zu Basso jedoch wieder zu.
Nach der Abfahrt in Richtung Ziel konnte Andreas Klöden attackieren. Ein paar Meter vor der Ziellinie spurtete Armstrong von hinten an Klöden vorbei und gewann die Etappe. Dritter wurde Jan Ullrich vor Ivan Basso.

## Zwischensprints

### Zwischensprint 1 inAllemont(9 km)
| Erster  | Rolf Aldag, 6 P. und 6 s      |
| Zweiter | Ludovic Martin, 4 P. und 4 s  |
| Dritter | Gilberto Simoni, 2 P. und 2 s |

### Zwischensprint 2 inThônes(177,5 km)
| Erster  | Gilberto Simoni, 6 P. und 6 s   |
| Zweiter | Richard Virenque, 4 P. und 4 s  |
| Dritter | Christophe Moreau, 2 P. und 2 s |

## Bergpreise

### Bergpreis 1
| Col du Glandon, Kategorie 1 |                            |
| Erster                      | Gilberto Simoni, 15 Punkte |
| Zweiter                     | Filippo Simeoni, 13 Punkte |
| Dritter                     | Ludovic Martin, 11 Punkte  |
| Vierter                     | Michele Bartoli, 9 Punkte  |
| Fünfter                     | Rolf Aldag, 8 Punkte       |
| Sechster                    | Mikel Astarloza, 7 Punkte  |
| Siebter                     | Richard Virenque, 6 Punkte |
| Achter                      | Paolo Bettini, 5 Punkte    |

### Bergpreis 2
| Col de la Madeleine, Kategorie HC |                              |
| Erster                            | Gilberto Simoni, 20 Punkte   |
| Zweiter                           | Richard Virenque, 18 Punkte  |
| Dritter                           | Ludovic Martin, 16 Punkte    |
| Vierter                           | Rolf Aldag, 14 Punkte        |
| Fünfter                           | Christophe Moreau, 12 Punkte |
| Sechster                          | Filippo Simeoni, 10 Punkte   |
| Siebter                           | Michele Bartoli, 8 Punkte    |
| Achter                            | Paolo Bettini, 7 Punkte      |
| Neunter                           | Mickael Rasmussen, 6 Punkte  |
| Zehnter                           | Manuel Beltrán, 5 Punkte     |

### Bergpreis 3
| Col de Tamié, Kategorie 1 |                             |
| Erster                    | Richard Virenque, 10 Punkte |
| Zweiter                   | Christophe Moreau, 9 Punkte |
| Dritter                   | Gilberto Simoni, 8 Punkte   |
| Vierter                   | Rolf Aldag, 7 Punkte        |
| Fünfter                   | Ludovic Martin, 6 Punkte    |
| Sechster                  | Iker Flores, 5 Punkte       |

### Bergpreis 4
| Col de la Forclaz, Kategorie 1 |                              |
| Erster                         | Richard Virenque, 15 Punkte  |
| Zweiter                        | Christophe Moreau, 13 Punkte |
| Dritter                        | Gilberto Simoni, 11 Punkte   |
| Vierter                        | Rolf Aldag, 9 Punkte         |
| Fünfter                        | Mickael Rasmussen, 8 Punkte  |
| Sechster                       | José Luis Rubiera, 7 Punkte  |
| Siebter                        | José Azevedo, 6 Punkte       |
| Achter                         | Floyd Landis, 5 Punkte       |

### Bergpreis 5
| Col de la Croix Fry, Kategorie 1 |                              |
| Erster                           | Floyd Landis, 30 Punkte      |
| Zweiter                          | Lance Armstrong, 26 Punkte   |
| Dritter                          | Jan Ullrich, 22 Punkte       |
| Vierter                          | Ivan Basso, 18 Punkt         |
| Fünfter                          | Andreas Klöden, 16 Punkte    |
| Sechster                         | Carlos Sastre, 14 Punkte     |
| Siebter                          | Georg Totschnig, 12 Punkte   |
| Achter                           | Mickael Rasmussen, 10 Punkte |